# Ромул, победивший Акрона
«Ромул, победивший Акрона» (фр. Romulus, vainqueur d'Acron) — картина Жана Огюста Доминика Энгра, французского художника, написанная в 1812 году. Источником для сюжета картины послужило жизнеописание Ромула Плутарха. На ней изображена война, которая произошла в результате похищения римлянами молодых сабинянок в попытке восполнить нехватку женщин в недавно основанном городе Риме. В отместку Акрон, сабинский царь соседнего города Ценина, объявил войну римлянам. Он и его соплеменники были безжалостно разбиты, а их город разграблен римлянами.

## Стиль и композиция

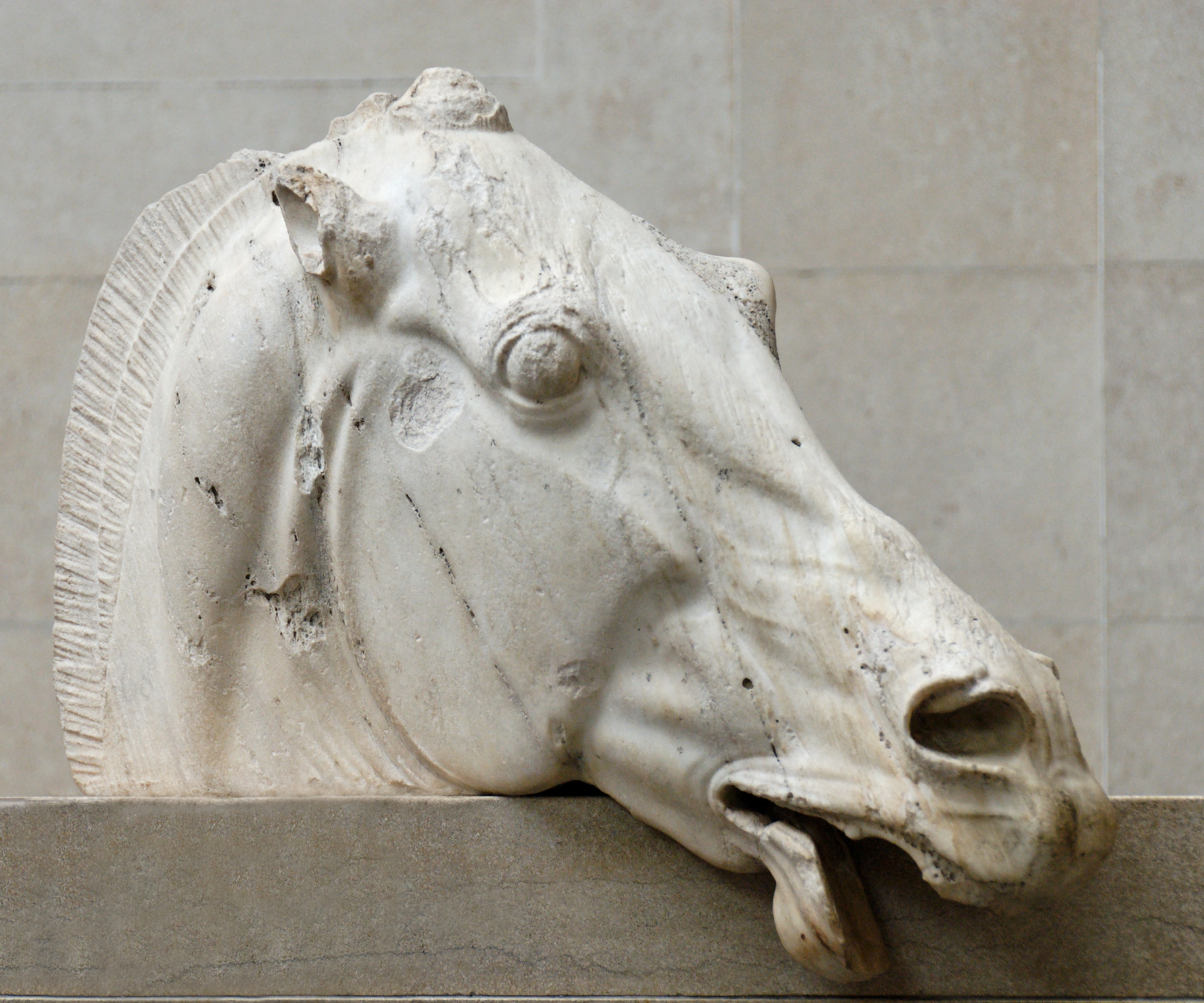
Голова лошади Селены с восточного фронтона Парфенона, Акрополь, Афины, 438—432 гг до н. э.

Тема, стиль и размер картины выполнены в неоклассической традиции. Имеющая размеры 276 на 530 см она является одной из самых больших картин Энгра, и этот грандиозный масштаб соответствует его предыдущим классическим сюжетным картинам, таким как «Юпитер и Фетида». Полотно создано в форме длинного фриза, стиля традиционного для античности. Энгр ввёл в композицию несколько мотивов из античного искусства: лошадь, например, служит явной данью уважения мраморной лошади фриза Парфенона. Энгр также использует темперу, чтобы воспроизвести матовое свойство древних римских фресок.
В картине присутствует элемент замедленного действия, который создает несколько ледяной и неэмоциональный аспект, являющийся особенностью неоготического стиля, который активно развивался в начале XIX века.

## Влияния

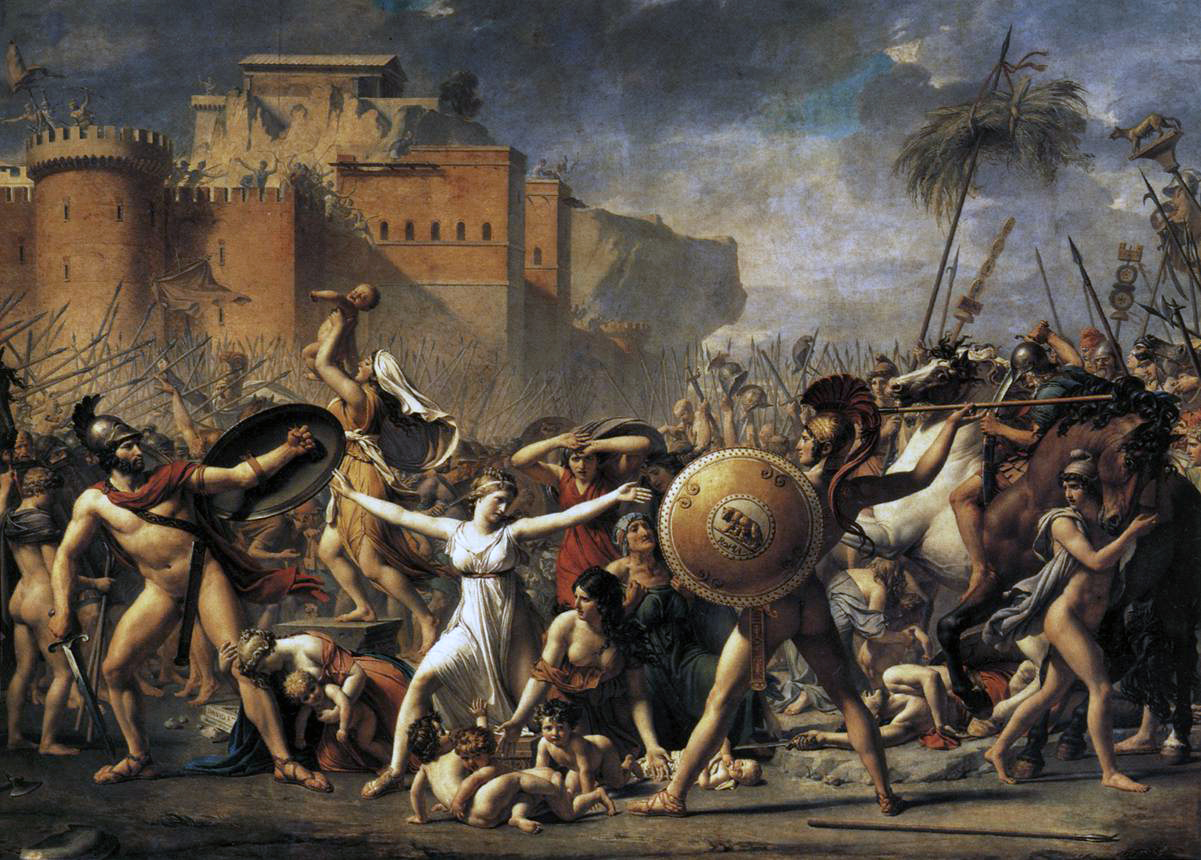
Жак-Луи Давид Сабинянки, останавливающие сражение между римлянами и сабинянами, 1799

Энгр черпал вдохновение не только из наследия античности. Элементы его живописи напоминают работы Жака-Луи Давида, ведущего европейского живописца на рубеже XVIII и XIX веков и наставника Энгра, у которого он учился четыре года. Победа Ромула над Акроном имеет несколько точек сходства с полотном Давида 1799 года «Сабинянки, останавливающие сражение между римлянами и сабинянами». Фигура убитого Акрона у Энгра очень похожа на фигуру мёртвого сабинянина у Давида. Щит с изображением волчицы и младенцев-близнецов Ромула и Рема, характерный для мифа об основании Рима, одинаковый на обеих картинах, за исключением того, что у Энгра нет надписи. Воин, стоящий на крайнем левом фланге сабинян, чья поза восходит к античности, находит своё отчётливое выражение в фигуре победоносного Ромула у Энгра. Также было высказано предположение, что поза Ромула была вдохновлена фрагментом римского барельефа, созданного по работе Фидия, древнегреческого скульптора.

## История
Картина вместе со Сном Оссиана была заказана генералом Миоллисом в 1811 году для резиденции Наполеона Бонапарта, Палаццо Монте Кавалло (ныне Квиринальский дворец) и предназначалась для украшения второй гостиной императрицы. В 1815 году картина была вывезена из дворца и доставлена в палаццо Сан-Джованни в Латерано. В 1857 году полотно Энгра было подарено папой Пием IX Наполеону III, который отдал его в дар Школе изящных искусств, где оно висело в амфитеатре до 1969 года, когда был сдано на хранение в Лувр. В январе 2017 года картина вернулась в Школу изящных искусств для реставрации, после которой вновь была установлена в её недавно отреставрированном амфитеатре (май 2017 года).